# Grande Prêmio Gobert
O Grande Prêmio Gobert (em francês, Grand Prix Gobert) é o prêmio anual de história concedido pela Academia Francesa às obras mais importantes da área. Existe desde 1834, com como objetivo premiar “a peça mais eloquente da história da França, ou aquela cujos méritos se aproximam mais”. Foi instituído pela Fundação Broquette-Gonin, criada a partir da herança do Barão Gobert Napoleão (1807-1833), filho do general francês Jacques-Nicolas Gobert.

## Lista das premiações (1840–2024)
| Ano       | Nome dos(as) laureados(as)               | Título original do trabalho | Título em língua portuguesa                                                                                         | Ref.  |
| --------- | ---------------------------------------- | --- | --- | ----- |
| 1840-1855 | Augustin Thierry                         | Considérations sur l’histoire de France | Considerações sobre a História da França                                                                            | [ 2 ] |
| 1840-1850 | Anaïs Bazin                              | Histoire de France sous Louis XIII | História de França sob o reinado de Luís XIII [tradução livre]                                                      | [ 3 ] |
| 1850      | Albin d'Abel de Chevallet                | Origine et formation de la langue française | |       |
| 1859      | Pierre Adolphe Chéruel                   | L'administration monarchique en France | |       |
| 1859      | Théophile-Sébastien Lavallée             | Histoire des Français | |       |
| 1859      | Henri Martin                             | Histoire de France | |       |
| 1860      | Ernest Moret                             | Quinze ans du règne de Louis XIV | |       |
| 1860      | Henri-Alexandre Wallon                   | Jeanne d'Arc | |       |
| 1861      | Jean-Marie Dargaud                       | Histoire de la liberté religieuse | |       |
| 1861      | Nicolas Eugène Géruzez                   | Histoire de la littérature française | |       |
| 1861      | Charles de Lacombe                       | Henri IV et sa politique | |       |
| 1862      | Jules Caillet                            | L'administration sous Richelieu | |       |
| 1862      | Camille Rousset                          | Histoire de Louvois | |       |
| 1863      | Charles Caboche                          | Les mémoires et l'Histoire de France | |       |
| 1863      | Camille Rousset                          | Histoire de Louvois | |       |
| 1864      | Charles Caboche                          | Les mémoires et l'Histoire de France | |       |
| 1864      | Camille Rousset                          | Histoire de Louvois | |       |
| 1865      | Théophile-Sébastien Lavallée             | Les frontières de France | |       |
| 1865      | Auguste Trognon                          | Histoire de France | |       |
| 1866      | Théophile-Sébastien Lavallée             | Les frontières de France | |       |
| 1866      | Charles de Viel-Castel                   | Histoire de la Restauration | |       |
| 1867      | J. A. Félix Faure                        | Histoire de saint Louis | |       |
| 1867      | Charles de Viel-Castel                   | Histoire de la Restauration | |       |
| 1868      | Camille Dareste                          | Histoire de France | |       |
| 1868      | J. A. Félix Faure                        | Histoire de saint Louis | |       |
| 1869      | Camille Dareste                          | Histoire de France depuis les origines jusqu’au règne de Louis XV                                                                                    | |       |
| 1869      | Alfred Nettement                         | Histoire de la conquête d’Alger | |       |
| 1870      | Mortimer Ternaux                         | Histoire de la Terreur | |       |
| 1870      | Alfred Nettement                         | Histoire de la conquête d’Algérie | |       |
| 1871      | Jean-Pierre Clément                      | Lettres, instructions et mémoires de Colbert | |       |
| 1871      | Ernest Mourin                            | Les Comtes de Paris. Histoire de l’avènement de la troisième race                                                                                    | |       |
| 1872      | Jean-Pierre Clément                      | Lettres, instructions et mémoires de Colbert | |       |
| 1872      | Ernest Mourin                            | Les Comtes de Paris. Histoire de l’avènement de la troisième race                                                                                    | |       |
| 1873      | Alfred Nettement                         | Histoire de la Restauration | |       |
| 1873      | François-Tommy Perrens                   | L’Église et l’État en France sous Henri IV, et la régence de Marie de Médicis                                                                        | |       |
| 1873      | Georges Picot                            | Histoire des États généraux | |       |
| 1874      | Adolphe Mathurin de Lescure              | Henri IV | |       |
| 1874      | Georges Picot                            | Histoire des États généraux | |       |
| 1875      | Adolphe Mathurin de Lescure              | Henri IV | |       |
| 1875      | Casimir Gaillardin                       | Histoire du règne de Louis XIV | |       |
| 1876      | Casimir Gaillardin                       | Histoire du règne de Louis XIV | |       |
| 1876      | Michel Houssaye                          | Histoire du Cardinal de Bérulle | |       |
| 1877      | Michel Houssaye                          | Histoire du Cardinal de Bérulle | |       |
| 1877      | Alphonse-Anatole Vétault                 | Charlemagne | |       |
| 1878      | Régis de Chantelauze                     | Le cardinal de Retz et l’affaire du chapeau | |       |
| 1879      | Régis de Chantelauze                     | Le cardinal de Retz et ses missions diplomatiques à Rome                                                                                             | |       |
| 1879      | François-Désiré Mathieu                  | L’ancien régime dans la province de Lorraine et Barrois (1696–1789)                                                                                  | |       |
| 1879      | Léonce Pingaud                           | Les Saulx-Tavannes. Correspondance des Saulx Tavannes au XVIe siècle                                                                                 | |       |
| 1880      | Pierre Adolphe Chéruel                   | Histoire de France pendant la minorité de Louis XIV                                                                                                  | |       |
| 1880      | François-Désiré Mathieu                  | L’ancien régime dans la province de Lorraine et Barrois (1696–1789)                                                                                  | |       |
| 1881      | Pierre Adolphe Chéruel                   | Histoire de France pendant la minorité de Louis XIV                                                                                                  | |       |
| 1881      | Berthold Zeller                          | Richelieu et les ministres de Louis XIII (1621–1624). Le connétable de Luynes, Montauban et la Valteline                                             | |       |
| 1882      | Pierre Adolphe Chéruel                   | Histoire de France pendant la minorité de Louis XIV et Histoire de France sous le ministère de Mazarin                                               | |       |
| 1882      | Berthold Zeller                          | Richelieu et les ministres de Louis XIII (1621–1624). Le connétable de Luynes, Montauban et la Valteline                                             | |       |
| 1883      | Pierre Adolphe Chéruel                   | Histoire de France sous le ministère Mazarin (1651–1661)                                                                                             | |       |
| 1883      | Ludovic Sciout                           | Histoire de la constitution civile du clergé (1790–1801)                                                                                             | |       |
| 1884      | René de Maulde la Clavière               | Histoire de Jeanne de France, duchesse d’Orléans et de Berry                                                                                         | |       |
| 1884      | Léon Gautier                             | La Chevalerie | |       |
| 1885      | Paul Thureau-Dangin                      | Histoire de la monarchie de juillet | |       |
| 1885      | Henri Pigeonneau                         | Histoire du commerce de la France | |       |
| 1886      | Paul Thureau-Dangin                      | Histoire de la monarchie de juillet | |       |
| 1886      | Francis Decrue                           | Anne de Montmorency | |       |
| 1887      | Arthur Chuquet                           | La première invasion prussienne (11 août-2 septembre 1792). Valmy. La retraite de Brunswick                                                          | |       |
| 1888      | Henri-François Delaborde                 | Étude historique sur l’expédition de Charles VIII en Italie                                                                                          | |       |
| 1888      | Albert Sorel                             | L’Europe et la Révolution française | |       |
| 1889      | Edmond Biré                              | Paris en 1793 | |       |
| 1889      | Georges d'Avenel                         | Richelieu et la monarchie absolue | |       |
| 1890      | Hervé de Broc                            | La France sous l’ancien régime | |       |
| 1890      | Henri Doniol                             | Histoire de la participation de la France à l’établissement des États-Unis d’Amérique                                                                | |       |
| 1891      | Alfred Baudrillart                       | Philippe V et la cour de France | |       |
| 1891      | Arthur Chuquet                           | Les guerres de la Révolution. Jemmapes. La trahison de Dumouriez                                                                                     | |       |
| 1892      | Hector de la Ferrière                    | Marguerite d’Angoulême. Lettres de Catherine de Médicis                                                                                              | |       |
| 1892      | Charles de Loménie                       | Les Mirabeau | |       |
| 1893      | Marcel Marion                            | Machault d’Arnouville et le contrôleur général des finances (1749–1754)                                                                              | |       |
| 1893      | Albert Vandal                            | Napoléon et Alexandre 1er | |       |
| 1894      | Albert Vandal                            | Napoléon et Alexandre 1er | |       |
| 1894      | Louis Wiesener                           | Le régent, l’abbé Dubois et les Anglais, d’après les sources britanniques                                                                            | |       |
| 1895      | Hector de la Ferrière                    | Les deux Cours de France et d’Angleterre: deux drames d’amour (Anne Boleyn, Élisabeth). La correspondance de Catherine de Médicis.                   | |       |
| 1895      | Gustave Fagniez                          | Le Père Joseph et Richelieu (1577–1638) | |       |
| 1896      | Ernest Daudet                            | La police et les Chouans sous le Consulat et l’Empire (1800–1815)                                                                                    | |       |
| 1896      | Gabriel Hanotaux                         | Histoire du cardinal Richelieu | |       |
| 1897      | Charles de Lacombe                       | La vie de Berryer | |       |
| 1897      | Charles Kohler                           | Les Suisses dans les guerres d’Italie (1506–1512) | |       |
| 1898      | Charles de Ribbe                         | La société provençale à la fin du moyen âge | |       |
| 1898      | Henri Welschinger                        | Le roi de Rome (1811-32) et l’ensemble de ses ouvrages                                                                                               | |       |
| 1899      | Alfred Baudrillart                       | Philippe V et la Cour de France | |       |
| 1899      | Pierre Lehautcourt                       | La défense nationale (1870-71) | |       |
| 1900      | Pierre de la Gorce                       | Histoire du Second Empire | |       |
| 1900      | Pierre Lehautcourt                       | Les campagnes de 1870 | |       |
| 1901      | Alfred Baudrillart                       | Philippe V et la cour de France | |       |
| 1901      | Arsène Legrelle                          | La diplomatie française et la succession d’Espagne                                                                                                   | |       |
| 1902      | Prosper Cultru                           | Dupleix, ses plans politiques, sa disgrâce | |       |
| 1902      | Camille Jullian                          | Vercingétorix | |       |
| 1903      | Pierre de Vaissière                      | Gentilshommes campagnards de l’ancienne France | |       |
| 1903      | Pierre de Nolhac                         | La Création de Versailles | |       |
| 1904      | Pierre de Ségur                          | Le tapissier de Notre-Dame: les dernières années du maréchal de Luxembourg, 1678–1695                                                                | |       |
| 1904      | Louis Thouvenel                          | Pages du second Empire | |       |
| 1905      | Ernest Daudet                            | Histoire de l’émigration pendant la Révolution française                                                                                             | |       |
| 1905      | André Lebey                              | Le connétable de Bourbon | |       |
| 1906      | Henri Bonnal                             | La Rome de Napoléon | |       |
| 1906      | Louis Madelin                            | L’esprit de la guerre moderne | |       |
| 1907      | Léon de Lanzac de Laborie                | Paris sous Napoléon | |       |
| 1907      | Victor Dupuis                            | La campagne de 1793 à l’armée du Nord et des Ardennes                                                                                                | |       |
| 1908      | Paul Courteault                          | Blaise de Monluc, historien | |       |
| 1908      | Camille Jullian                          | Histoire de la Gaule | |       |
| 1909      | Joseph Nouaillac                         | Villeroy, secrétaire d’État et ministre de Charles IX, Henri III et Henri IV (1543–1610)                                                             | |       |
| 1909      | Ferdinand Chalandon                      | Histoire de la domination normande en Italie et en Sicile                                                                                            | |       |
| 1909      | Fortunat Strowski                        | Histoire du sentiment religieux en France au XVIIe siècle. Pascal et son temps                                                                       | |       |
| 1910      | Erik Wilhelm Dahlgren                    | Les relations commerciales et maritimes entre la France et les côtes de l’Océan Pacifique                                                            | |       |
| 1910      | Christian Pfister                        | Histoire de Nancy | |       |
| 1911      | Louis Batiffol                           | Le roi Louis XIII à vingt ans | |       |
| 1911      | Joseph Bédier                            | Les légendes épiques. Recherches sur la formation | |       |
| 1912      | Pierre Champion                          | Vie de Charles d’Orléans (1394–1465) | |       |
| 1912      | Louis Madelin                            | La Révolution | |       |
| 1913      | Amblard-Marie-Raymond-Amédée de Noailles | Épisodes de la guerre de Trente ans. Bernard de Saxe-Weimar (1604–1639). Le cardinal de La Valette (1635–1639). Le maréchal de Guébriant (1602–1643) | |       |
| 1913      | Augustin Sicard                          | Le Clergé de France pendant la Révolution. L’Effondrement. Les évêques pendant la Révolution. De l’exil au Concordat                                 | |       |
| 1914      | Pierre Champion                          | François Villon, sa vie et son temps | |       |
| 1914      | Auguste-Armand de la Force               | Lauzun, un courtisan du Grand Roi | |       |
| 1915      | Marcel-Louis Hennequin                   | Paul Vidal de La Blache | |       |
| 1916      | Ernest-Charles Babut                     | Marcel-Louis Hennequin | |       |
| 1917      | Roger Chauviré                           | Jean Bodin, auteur de la République | |       |
| 1917      | Barthélémy Pocquet                       | Histoire de la Bretagne | |       |
| 1918      | Édouard Driault                          | Napoléon et l’Europe | |       |
| 1918      | Pierre de Nolhac                         | Histoire du château de Versailles | |       |
| 1919      | Louis Battifol                           | Les anciennes républiques alsaciennes | |       |
| 1919      | Marcel Marion                            | Histoire financière de la France depuis 1715 | |       |
| 1920      | Charles de la Roncière                   | Histoire de la marine française | |       |
| 1920      | Jean Mariéjol                            | Catherine de Médicis (1519–1589) | |       |
| 1921      | Alfred Boulay de la Meurthe              | Histoire de la négociation au Concordat de 1801 | |       |
| 1921      | Eugène Lavaquery                         | Le cardinal de Boisgelin (1732–1804) | |       |
| 1922      | Rodolphe Reuss                           | Histoire de Strasbourg | |       |
| 1922      | Auguste-Armand de la Force               | Le grand Conti | |       |
| 1923      | Frantz Funck-Brentano                    | L’histoire de France racontée à tous: le moyen âge                                                                                                   | |       |
| 1923      | Louis Gillet                             | Histoire de la nation française, tome XI: Histoire des Arts                                                                                          | |       |
| 1924      | Gabriel Esquer                           | Les commencements d’un empire. La prise d’Alger | |       |
| 1924      | Émile Lauvrière                          | Tragédie d’un peuple, histoire du peuple acadien | |       |
| 1925      | Émile le Gallo                           | Les Cent jours | |       |
| 1925      | Robert Parisot                           | Histoire de Lorraine | |       |
| 1926      | Augustin Cochin                          | Les sociétés de Pensée et la Révolution en Bretagne                                                                                                  | |       |
| 1927      | Édouard Driault                          | Napoléon et l’Europe. La chute de l’Empire (1812–1815)                                                                                               | |       |
| 1927      | Georges Hardy                            | Le cardinal de Fleury et le mouvement janséniste | |       |
| 1927      | Louis Alexis Emmanuel Marcel             | Le cardinal de Givry, évêque de Langres | |       |
| 1928      | Émile de Perceval                        | Le vicomte Lainé (1767–1835) | |       |
| 1928      | Alfred Martineau                         | Dupleix et l’Inde française | |       |
| 1929      | Jean Longnon                             | Les Français d’outre-mer au moyen âge | |       |
| 1929      | René Pinon                               | Histoire diplomatique de l’histoire de la nation française                                                                                           | |       |
| 1930      | Henri Leclercq                           | Les journées d’octobre et la fin de l’année 1789. Vers la Fédération. La Fédération                                                                  | |       |
| 1930      | Paul Lévy                                | Histoire linguistique d’Alsace et de Lorraine | |       |
| 1931      | Émile Gabory                             | L’Angleterre et la Vendée | |       |
| 1931      | Marie de Roux                            | La Restauration | |       |
| 1932      | Augustin Bernard                         | François 1er | |       |
| 1932      | Antoine de Lévis Mirepoix                | L'Algérie | |       |
| 1933      | Jean-Marie Carré                         | Voyageurs et écrivains français en Égypte | |       |
| 1933      | Pierre Coste                             | Le grand saint du grand siècle, M. Vincent | |       |
| 1933      | René La Bruyère                          | Henri IV, Charlotte de la Trémoille et son page | |       |
| 1933      | Jean Thiry                               | Le Sénat de Napoléon. Rôle du Sénat de Napoléon dans l'organisation militaire de la France impériale                                                 | |       |
| 1934      | Louis Réau                               | Histoire de l'expansion de l'art français moderne | |       |
| 1934      | William Sérieyx                          | Le général Fabvier | |       |
| 1935      | René Grousset                            | Histoire des croisades et du royaume franc de Jérusalem                                                                                              | |       |
| 1935      | Charles Pouthas                          | Une famille de bourgeoisie française de Louis XIV à Napoléon                                                                                         | |       |
| 1936      | Ernest Durteille de Saint-Sauveur        | Histoire de Bretagne des origines à nos jours | |       |
| 1936      | André Lasseray                           | Les Français sous les treize étoiles | |       |
| 1937      | Paul Azan                                | L'armée d'Afrique de 1830 à 1852 | |       |
| 1937      | Paul Marrès                              | Les Grands-Causses | |       |
| 1938      | Joseph Brugerette                        | Le prêtre français et la société contemporaine | |       |
| 1938      | Marc-André Fabre                         | Les drames de la Commune | |       |
| 1939      | Jean Leflon                              | Étienne-Alexandre Bernier, évêque d'Orléans | |       |
| 1939      | Georges Sangnier                         | La Terreur dans le district de Saint-Pol | |       |
| 1940      | Paul Filleul                             | Le duc de Montmorency-Luxembourg | |       |
| 1940      | Jean Thiry                               | La Chute de Napoléon | |       |
| 1941      | Henri Chamard                            | Histoire de la Pléiade | |       |
| 1941      | Jean-Michel Tourneur-Aumont              | La bataille de Poitiers | |       |
| 1942      | Henri le Marquant                        | Tourville | |       |
| 1942      | Philippe Sagnac                          | La Fin de l'Ancien Régime et la Révolution américaine                                                                                                | |       |
| 1943      | Louis André                              | Michel Le Tellier et Louvois | |       |
| 1943      | Jean Bourdon                             | La Magistrature sous le Consulat et l'Empire | |       |
| 1944      | Émile Dard                               | Le comte de Narbonne | |       |
| 1944      | Félix Ponteil                            | La fin de Napoléon | |       |
| 1945      | Paul Bastid                              | Doctrines et institutions politiques de la seconde République                                                                                        | |       |
| 1945      | Ernest Labrousse                         | La crise de l'économie française à la fin de l'ancien Régime et au début de la Révolution                                                            | |       |
| 1946      | Pierre Gaxotte                           | La France de Louis XIV | |       |
| 1946      | Pierre Rain                              | L'Europe de Versailles | |       |
| 1947      | Vice Amiral Joubert                      | La Marine française | |       |
| 1947      | André Latreille                          | L'Église catholique et la Révolution française | |       |
| 1948      | Henri Carré                              | Le grand Carnot | |       |
| 1948      | Antoine de Lévis-Mirepoix                | La France de la Renaissance | |       |
| 1949      | Jean de la Tousche d'Avrigny             | Monsieur Henri. Henri de la Rochejaquelain | |       |
| 1949      | Marie-Madeleine Martin                   | Histoire de l'Unité française | |       |
| 1950      | Charles Aimond                           | Histoire religieuse de la Révolution dans le département de la Meuse et du diocèse de Verdun (1789–1802)                                             | |       |
| 1950      | Pierre Bessand-Massenet                  | Les deux France 1799–1804 | |       |
| 1951      | Georges Bonnet                           | Ferdinand de Lesseps | |       |
| 1951      | Pierre Saint-Marc                        | Émile Ollivier | |       |
| 1952      | Jean Duhamel                             | Louis-Philippe et la première entente cordiale | |       |
| 1952      | Pierre Rain                              | Ensemble de son œuvre | |       |
| 1953      | Jacques Hérissay                         | La vie religieuse à Paris sous la Terreur | |       |
| 1953      | Georges Rigault                          | Histoire générale de l'Institut des Frères des Écoles chrétiennes                                                                                    | |       |
| 1954      | Paule-Henry Bordeaux                     | Louise de Savoie Régente et "Roi" de France | |       |
| 1954      | Jacques Silvestre de Sacy                | Le comte d’Angiviller | |       |
| 1955      | Henri Fréville                           | L’Intendance de Bretagne (1689–1790) | |       |
| 1955      | Armand Sauzet                            | Desaix le "Sultan juste" | |       |
| 1956      | Guillaume de Bertier de Sauvigny         | La Restauration | |       |
| 1956      | François Piétri                          | Ensemble de son œuvre historique | |       |
| 1957      | André Fugier                             | Napoléon et l’Italie. La Révolution française et l’Empire napoléonien                                                                                | |       |
| 1957      | Marcel Rousselet                         | Histoire de la magistrature française | |       |
| 1958      | Louis Borne                              | L’Instruction populaire en Franche-Comté avant 1792                                                                                                  | |       |
| 1958      | Bernardine Melchior-Bonnet               | Napoléon et le Pape | |       |
| 1959      | Gabriel Auphan                           | La Marine française pendant la seconde guerre mondiale                                                                                               | |       |
| 1959      | Jean-François Gravier                    | Paris et le désert français | |       |
| 1959      | Jacques Mordal                           | La Marine française pendant la seconde guerre mondiale                                                                                               | |       |
| 1960      | Roger Dion                               | Histoire de la vigne et du vin en France, des origines au XIXe siècle                                                                                | |       |
| 1960      | Albert Ollivier                          | Le 18 brumaire | |       |
| 1961      | François Bluche                          | Les magistrats du Parlement de Paris au XVIIIe siècle                                                                                                | |       |
| 1961      | Jean-Jacques Hatt                        | Histoire de la Gaule romaine | |       |
| 1962      | Henri Amouroux                           | La vie des Français sous l’occupation | |       |
| 1962      | Pierre Grosclaude                        | Malesherbes, témoin de son temps | |       |
| 1963      | Henri-Paul Eydoux                        | La France antique | |       |
| 1963      | Robert Lacour-Gayet                      | Calonne | |       |
| 1964      | Jacques Hillairet                        | Dictionnaire des rues de Paris | |       |
| 1964      | Joël Le Gall                             | Alésia | |       |
| 1964      | Jacques Roger                            | Les sciences de la vie dans la pensée française du XVIIIe siècle                                                                                     | |       |
| 1965      | Robert Christophe                        | Danton | |       |
| 1965      | Paul Ganière                             | Napoléon à Sainte-Hélène | |       |
| 1966      | Émile Coonaert                           | Les Compagnonnages | |       |
| 1966      | Roger Glachant                           | Histoire de l’Inde des Français | |       |
| 1967      | Paul Bastid                              | Benjamin Constant et sa doctrine | |       |
| 1967      | Robert Christophe                        | Le siècle de M. Thiers | |       |
| 1968      | Henry Bergasse                           | Histoire de l’Assemblée | |       |
| 1968      | Édouard Bonnefous                        | Histoire de la IIIe République | |       |
| 1968      | Jean Delumeau                            | La civilisation de la Renaissance | |       |
| 1968      | Édith Thomas                             | Rossel | |       |
| 1969      | Claude Dulong                            | L’Amour au XVIIe siècle | |       |
| 1969      | Philippe Erlanger                        | Clémenceau | |       |
| 1970      | Henri Michel                             | L'Histoire de la Seconde Guerre mondiale | |       |
| 1970      | Marianne Cermakian                       | La Princesse des Ursins, sa vie et ses lettres | |       |
| 1970      | Michel Roquebert                         | L'Épopée cathare (1198–1212) | |       |
| 1971      | Jean Tulard                              | Nouvelle Histoire de Paris: le Consulat et l'Empire                                                                                                  | |       |
| 1971      | Michel Antoine                           | Le Conseil du Roi sous le règne de Louis XV | |       |
| 1972      | Anne Denieul-Cormier                     | Paris à l'aube du Grand Siècle | |       |
| 1972      | Maurice Baumont                          | + | Por todo seu trabalho                                                                                               |       |
| 1973      | Charles Higounet                         | Histoire de Bordeaux | |       |
| 1973      | Raoul Girardet                           | L'idée coloniale en France | |       |
| 1974      | Jean Rouvier                             | Les Grandes Idées politiques des origines à J.-J. Rousseau                                                                                           | |       |
| 1974      | Georges Gusdorf                          | L'avènement des sciences humaines au siècle des Lumières                                                                                             | |       |
| 1975      | Bernard Simiot                           | Suez, cinquante siècles d'histoire | |       |
| 1975      | Louis Chevalier                          | Histoire anachronique des Français | |       |
| 1976      | Armand Lunel                             | Juifs du Languedoc, de la Provence et des États français du Pape                                                                                     | |       |
| 1976      | Yves-Marie Bercé                         | Histoire des Croquants | |       |
| 1977      | Georges Duby                             | Le temps des cathédrales | |       |
| 1977      | Jacques Bariety                          | Les Relations franco-allemandes après la Première Guerre mondiale                                                                                    | |       |
| 1978      | Robert Mandrou                           | fr. Raison et raison d’État (1649–1775) | |       |
| 1978      | Étienne Taillemite                       | Bougainville et ses compagnons autour du Monde (1766–1769)                                                                                           | |       |
| 1979      | Jean Rouvier                             | Les Grandes Heures de Toulouse | |       |
| 1979      | Pierre de Gorsse                         | Les Grandes Idées politiques de Jean-Jacques Rousseau à nos jours                                                                                    | |       |
| 1980      | Pierre Chevallier                        | Louis XIII | |       |
| 1980      | Ivan Cloulas                             | Catherine de Médicis | |       |
| 1981      | Jean Favier                              | La Guerre de Cent Ans | |       |
| 1981      | Claude Dulong                            | Anne d'Autriche | |       |
| 1982      | Pierre Chaunu                            | Histoire et décadence | |       |
| 1982      | Edmond Pognon                            | La Vie quotidienne en l'an mille | |       |
| 1983      | Jean-François Chiappe                    | La Vendée en armes | |       |
| 1983      | Michel Poniatowski                       | Talleyrand et le Directoire | |       |
| 1984      | Jean-Denis Bredin                        | L'Affaire | |       |
| 1984      | Pierre Miquel                            | La Grande Guerre | |       |
| 1985      | Pierre Goubert                           | Initiation à l'Histoire de France | |       |
| 1985      | Gabriel de Broglie                       | Madame de Genlis | |       |
| 1986      | Marc Vigié                               | Les Galériens du roi | |       |
| 1986      | Ivan Cloulas                             | Henri II | |       |
| 1987      | Pierre Grimal                            | Cicéron | |       |
| 1987      | Louis-Eugène Mangin                      | Le général Mangin | |       |
| 1987      | Pierre Antonetti                         | Sampiero, soldat du roi et rebelle corse | |       |
| 1988      | Jean-Paul Bled                           | François-Joseph | |       |
| 1988      | Inès Murat                               | La Seconde République | |       |
| 1989      | Jean-François Sirinelli                  | Histoire et Pouvoirs de l'écrit | |       |
| 1989      | Henri-Jean Martin                        | Génération intellectuelle | |       |
| 1990      | Michel Antoine                           | Louis XV | |       |
| 1990      | Jean-Luc Chartier                        | De Colbert à l'Encyclopédie | |       |
| 1991      | Maurice Agulhon                          | La République, de 1880 à nos jours | |       |
| 1991      | Emmanuel de Waresquiel                   | Le Duc de Richelieu | |       |
| 1992      | Roger Chartier                           | + | Por todo seu trabalho                                                                                               |       |
| 1993      | Pierre Nora                              | Lieux de mémoire | Lugares de memória                                                                                                  |       |
| 1994      | Jean Meyer                               | Bossuet | |       |
| 1995      | François Furet                           | Le Passé d'une illusion. Essai sur l'idée communiste au XXe                                                                                          | |       |
| 1996      | Jacques Le Goff                          | Saint-Louis + | Por todo seu trabalho                                                                                               |       |
| 1997      | Régine Pernoud                           | + | Por todo seu trabalho                                                                                               |       |
| 1998      | Jacques Heers                            | Jacques Cœur + | Por todo seu trabalho                                                                                               |       |
| 1999      | Bernard Quilliet                         | La France du beau XVIe | |       |
| 1999      | Michel Fleury                            | For all his other work | |       |
| 2000      | Alain Corbin                             | + | Por todo seu trabalho                                                                                               |       |
| 2001      | Venceslas Kruta                          | + | Por todo seu trabalho                                                                                               |       |
| 2001      | Pierre Pierrard                          | Les Celtes | |       |
| 2002      | Jean-Jacques Becker                      | + | Por todo seu trabalho                                                                                               |       |
| 2003      | Jean Lacouture                           | + | Por todo seu trabalho com biografias                                                                                |       |
| 2004      | Mona Ozouf                               | + | Por todo seu trabalho                                                                                               |       |
| 2005      | Bartolomé Bennassar                      | La Guerre d'Espagne et ses lendemains | |       |
| 2006      | Joël Cornette                            | Histoire de la Bretagne et des Bretons (deux volumes, Le Seuil) +                                                                                    | Por todo seu trabalho                                                                                               |       |
| 2007      | Paul Veyne                               | + | Por todo seu trabalho                                                                                               |       |
| 2008      | Pierre Blet                              | + | Por todo seu trabalho                                                                                               |       |
| 2009      | Guy Thuillier                            | + | Por todo seu trabalho                                                                                               |       |
| 2010      | Jean-Louis Crémieux-Brilhac              | Georges Boris. Trente ans d’influence. Blum, de Gaulle, Mendès France +                                                                              | Por todo seu trabalho                                                                                               |       |
| 2011      | Michel Winock                            | Madame de Staël + | Por todo seu trabalho                                                                                               |       |
| 2012      | Colette Beaune                           | + | Por todo seu trabalho                                                                                               |       |
| 2013      | Jacques Julliard                         | Les Gauches françaises | |       |
| 2014      | Patrice Gueniffey                        | Bonaparte | |       |
| 2015      | Olivier Grenouilleau                     | Qu’est-ce que l’esclavage? Une histoire globale | |       |
| 2016      | Henry Laurens                            | La Question de Palestine | |       |
| 2016      | Daniel Roche                             | Histoire de la culture équestre (XVIe-XIXe siècle)                                                                                                   | |       |
| 2017      | Jean-Pierre Rioux                        | Ils m’ont appris l’histoire de France + | Por todo seu trabalho                                                                                               |       |
| 2018      | Pascal Ory                               | Peuple souverain. De la révolution populaire à la radicalité populiste +                                                                             | Por todo seu trabalho                                                                                               |       |
| 2019      | Philippe Joutard                         | | |       |
| 2020      | Krzysztof Pomian                         | | |       |
| 2021      | François Hartog                          | Chronos. L’Occident aux prises avec le temps | Chronos. O Ocidente debate-se com o tempo [tradução livre]                                                          | [ 4 ] |
| 2022      | Maurice Vaïsse                           | Le Putsch d’Alger | O golpe de Argel [tradução livre]                                                                                   | [ 5 ] |
| 2023      | Georges Vigarello                        | Une histoire des lointains. Entre réel et imaginaire +                                                                                               | Uma história de lugares longínquos. Entre a realidade e a imaginação [tradução livre] e por todo seu trabalho       | [ 6 ] |
| 2024      | Jacqueline Lalouette                     | L’Identité républicaine de la France. Une expression, une mémoire, des principes, +                                                                  | A identidade republicana de França. Uma expressão, uma memória, princípios [tradução livre] e por todo seu trabalho | [ 7 ] |

## Legenda
+ O(a) laureado(a) recebeu o prêmio por todo seu trabalho

## Mulheres laureadas
O prêmio Grand Pix Gobert laureou grandes intelectuais desde o ano de 1834. Entre eles, somente nove são mulheres. São elas:
- Édith Thomas
- Claude Dulong
- Marianne Cermakian
- Marie-Madeleine Martin
- Marie de Roux
- Inès Murat
- Régine Pernoud
- Mona Ozouf
- Jacqueline Lalouette